# جوزفين فورسمان
جوزفين فورسمان (بالسويدية: Josephine Forsman)‏ هي طبالة وموسيقية سويدية، ولدت في 20 مايو 1981.